# Chibote (Kawambwa)
Chibote è un ward dello Zambia, parte della Provincia di Luapula e del Distretto di Kawambwa.